# Leenderd
Leenderd, pseudoniem van Leenderd Garcia Moes (Amsterdam, 15 augustus 1979)  is een Nederlands zanger en acteur.
Nadat Leenderd  in de Efteling aan een talentenjacht meedeed, speelt hij in musicals als 101 Dalmatiers en Belle en het Beest. In 2008 kwam zijn single Meer dan ooit uit, die vervolgens in de Mega Top 100 kwam.